# Tympanogaster perpendicula
Tympanogaster perpendicula är en skalbaggsart som beskrevs av Perkins 2006. Tympanogaster perpendicula ingår i släktet Tympanogaster och familjen vattenbrynsbaggar. Inga underarter finns listade i Catalogue of Life.